# Eurasientunnelen
Eurasientunnelen (tyrkisk: Avrasya Tüneli) er en undersøisk vejtunnel i Istanbul, Tyrkiet, under Bosporusstrædet. Tunnelen havde officiel åbning 20. december 2016. Den 5,4 km lange tunnel forbinder Kazlıçeşme på den europæiske side med Göztepe på den asiatiske side af Istanbul. Den har et løb med to etager for biltrafik, og krydser Bosporus under havbunden. Tunnelen ligger cirka 1 km syd for den undersøiske jernbanetunnel Marmaray som åbnede 29. oktober 2013. Eurasientunnelen forkorter rejsen mellem Kazlıçesme og Göztepe fra 100 til 15 minutter.